# Río Cochamó
Río Cochamó är ett vattendrag i Chile.   Det ligger i regionen Región de Los Lagos, i den södra delen av landet, 900 km söder om huvudstaden Santiago de Chile.
I omgivningarna runt Río Cochamó växer i huvudsak blandskog. Trakten runt Río Cochamó är nära nog obefolkad, med mindre än två invånare per kvadratkilometer.